# Orfeo (label)
Pour les articles homonymes, voir Orfeo.
Orfeo Classic Schallplatten und Musikfilm GmbH est un label discographique allemand de musique classique, basé à Munich.

## Histoire
Le label est fondé en 1979 et lancé en 1980. Il dispose d'un catalogue d'enregistrements de concerts avec des artistes célèbres, comprenant notamment les chefs d'orchestre Wilhelm Furtwängler, Herbert von Karajan, Karl Böhm, Hans Knappertsbusch, Carlos Kleiber, Wolfgang Sawallisch, Rafael Kubelík, Colin Davis, Bernard Haitink, Leonard Bernstein, Daniel Barenboim, Bruno Walter, Joseph Keilberth, Dimitri Mitropoulos, George Szell, Kurt Eichhorn, Christian Thielemann, Andris Nelsons, les chanteurs Dietrich Fischer-Dieskau, Jessye Norman, Julia Varady, Margaret Price, Lucia Popp, Diana Damrau, Edita Gruberová, Grace Bumbry, Hans Hotter, Birgit Nilsson, Astrid Varnay, Wolfgang Windgassen, Irmgard Seefried, Brigitte Fassbaender, Agnes Baltsa, Carlo Bergonzi, Peter Schreier, Piotr Beczała, Renato Bruson, Bernd Weikl, Kurt Moll, ou encore des instrumentistes tels que Sviatoslav Richter, Arturo Benedetti Michelangeli, Wilhelm Kempff, Emil Gilels, Dmitri Sitkovetsky, Josef Bulva, Oleg Maisenberg, Mischa Maisky, Julius Berger, Karl Leister, Aurèle Nicolet, et Konstantin Lifschitz.
En outre, il dispose d'une vaste collection, baptisée « Orfeo d'or », d'enregistrements pris sur le vif de spectacles d'opéra, provenant des archives du Festival de Salzbourg (collection Festspiel-Dokumente depuis 1992), du Festival de Bayreuth (collection Bayreuther Festspiele Live existe depuis 2003 et comprend de nombreux enregistrements provenant des archives de la Radio bavaroise), du Bayerische Staatsoper, de l'Opéra national de Vienne (collection Wiener Staatsoper Live), de l'Orchestre symphonique de la Radiodiffusion bavaroise, etc. La plupart des publications ont été acclamées par la critique et ont reçu des prix importants.